# Bernardo Alejandro Guerra
Bernardo Alejandro Guerra Hoyos (Medellín, 27 de agosto de 1962) es un médico cirujano, magíster en ciencias políticas y político colombiano. Fue concejal de la ciudad de Medellín entre 2008 y 2019. En 2011 fue precandidato a la Alcaldía de Medellín por el Partido Liberal Colombiano.

## Biografía
Bernardo Alejandro Guerra Hoyos es médico cirujano de la Universidad Pontificia Bolivariana, posteriormente realizó la especialización en salud pública en el CES y de alta gerencia en la Universidad de los Andes, es magíster en Ciencias políticas de la Universidad Pontificia Bolivariana. Se ha desempeñado como columnista del periódico El Colombiano y El Mundo, secretario de Salud de Medellín en 1990 y Gerente de Metrosalud en 1992.
Su actividad política inició en la Asamblea Departamental de Antioquia donde fue elegido para el periodo 1994-1997, posteriormente fue reelegido para los periodos 1998-2000 y 2000-2001, allí fue Presidente Comisión Tercera de Asuntos Sociales en el departamento de Antioquia, Presidente de la Comisión de Plan de Desarrollo de Antioquia y miembro de la Comisión de Ética. En 2002 logró ser elegido como senador de la república para el periodo 2002-2006, allí fue miembro de la Comisión Séptima de Asuntos Sociales, de la Comisión de Ordenamiento Territorial y de la Comisión de Ética. En el 2008 es elegido concejal de Medellín y en 2009 fue presidente de la corporación. En 2011 fue precandidato a la alcaldía de Medellín pero declinó a favor de Aníbal Gaviria quien posteriormente fue elegido alcalde de Medellín. Aspiró nuevamente al concejo y fue reelegido para el periodo 2012-2015.